# Aconitum austriacum
Aconitum austriacum W.Mucher  är en ranunkelväxt som beskrevs av Walter Mucher.
Aconitum austriacum ingår i släktet stormhattar, och familjen ranunkelväxter.
Inga underarter finns listade i Catalogue of Life.